# جان إيبرت
جان إيبرت هو لاعب شطرنج كندي، ولد في 11 نوفمبر 1957 في مدينة كيبك في كندا.

## وصلات خارجية
- جان إيبرت على موقع الاتحاد الدولي للشطرنج (الإنجليزية)
- جان إيبرت على موقع مباريات الشطرنج (الإنجليزية)
- جان إيبرت على موقع 365Chess.com (الإنجليزية)
- جان إيبرت على موقع Chesstempo.com (الإنجليزية)
- جان إيبرت على موقع اتحاد المراسلات الدولية للشطرنج (الإنجليزية)
- جان إيبرت سجل أولمبياد الشطرنج على موقع OlimpBase.org (الإنجليزية)